# Uranophora quadrimaculata
Uranophora quadrimaculata là một loài bướm đêm thuộc phân họ Arctiinae, họ Erebidae.